# Пруга на револуцијата
„Пруга на револуцијата” је југословенски и македонски телевизијски филм из 1980. године који је режирао Љубиша Георгијевски.

## Улоге
| Глумац        | Улога |
| ------------- | ----- |
| Иван Бекјарев |       |